# Jim Taylor
James Charles "Jim" Taylor (Baton Rouge, Luisiana; 20 de septiembre de 1935-ibídem, 13 de octubre de 2018) fue un jugador profesional de fútbol americano. Jugó como fullback en la National Football League. Taylor jugó diez temporadas, de 1958 a 1967. Es miembro del Salón de la Fama del Fútbol Americano Profesional desde 1976.
Fue el fullback de los Green Bay Packers desde 1958 hasta 1966, y jugó para los New Orleans Saints en su primera temporada, en 1967.

## Carrera universitaria
Taylor jugó fútbol americano universitario en Louisiana State siendo considerado como un All-American en 1957.

## Carrera profesional

### Green Bay Packers
Taylor fue seleccionado en la segunda ronda del Draft de 1958, siendo la 15.ª selección global. Mantuvo muchos de los récords de los Packers, incluido el de más yardas por acarreos a lo largo de una carrera profesional, touchdowns y touchdowns en una temporada. Ganó el título de más yardas por tierra de la NFL rushing en 1962, la única temporada en al que Jim Brown no fue el líder de la liga en sus nueve años como profesional. La marca de Taylor de más yardas en una temporada con los Packers (1,474) no fue sobrepasada por otro Packer, Ahman Green, cuando acumuló 1.883 yardas en 2003. Al momento de su retiro, los 83 touchdowns por tierra de por vida lo colocaron solo detrás de Jim Brown.
Taylor fue miembro de cuatro equipos campeones de la NFL (1961, 1962, 1965 y 1966), donde jugó en el backfield junto al halfback Paul Hornung. En la victoria por el campeonato de los Packers por 16-7 en contra de los New York Giants en 1962, Taylor impuso una marca de campeonato con 31 acarreos (para 85 yardas) y anotó el único touchdown de Green Bay en ese juego. En la victoria del campeonato de los Packers de 1965 corrió para 97 yardas. En enero de 1967, Taylor y los Packers jugaron en el Super Bowl I, en el que vencieron fácilmente a los Kansas City Chiefs. Taylor fue el mejor corredor de ese juego con 56 yardas por tierra y un touchdown (este fue el primer touchdown por acarreo en la historia del Super Bowl).
Aunque no tenía un tamaño excepcional, Jim Taylor fue un fullback que gustaba del juego físico, a menudo ganando duelos legendarios en contra del linebacker Sam Huff. Taylor fue seleccionado a cinco Pro Bowls consecutivos, de 1960 a 1964. Solo tuvo 34 fumbles en las 2.173 en las que tocó el balón (1.56 %)

### New Orleans Saints
En 1967, Taylor jugó una temporada con el equipo de expansión New Orleans Saints, un año después se retiró del fútbol americano profesional.  
Finalizó su carrera con 8,597 yardas por tierra y 83 touchdowns por tierra. Taylor también atrapó 225 pases para 1.756 yardas y 10 touchdowns, y regresó 7 kickoffs para 185 yardas, dándole un total de 10.539 yardas netas y 93 touchdowns.